# Erovnuli Liga 2017
La temporada 2017 fue la edición número 29 de la Erovnuli Liga. La temporada comenzó el 4 de marzo de 2017 y finalizó el 26 de noviembre de 2017. El Torpedo Kutaisi conquistó el cuarto título de su historia.

## Sistema de competición
Los diez equipos participantes jugaran entre sí todos contra todos cuatro veces totalizando 36 partidos cada uno, al término de la fecha 36 el primer clasificado obtuvo un cupo para la primera ronda de la Liga de Campeones 2018-19, mientras que el segundo y tercer clasificado obtuvieron un cupo para la primera ronda de la Liga Europa 2018-19; por otro lado el último clasificado descendió a la Erovnuli Liga 2 2018, el penúltimo y antepenúltimo jugaron los Play-offs de relegación ante dos equipos de la Erovnuli Liga 2 2017.
Un tercer cupo para la primera ronda de la Liga Europa 2018-19 fue asignado al campeón de la Copa de Georgia.

## Ascensos y descensos
| Pos. | Descendidos de la Umaglesi Liga 2016 |
| ---- | ------------------------------------ |
| 6.º  | Sioni Bolnisi                        |
| 6.º  | Guria Lanchkhuti                     |
| 7.º  | Zugdidi                              |
| 7.º  | Tskhinvali                           |

| Pos. | Ascendidos de la Pirveli Liga 2016. |
| ---- | ----------------------------------- |
|      | No hubo                             |

## Equipos participantes
| Club               | Ciudad    | Estadio                   | Capacidad |
| ------------------ | --------- | ------------------------- | --------- |
| Chikhura Sachkhere | Sachkhere | Estadio Central           | 2.000     |
| Dinamo Batumi      | Batumi    | Adeli Stadium             | 6.000     |
| Dila Gori          | Gori      | Estadio Tengiz Burjanadze | 8.230     |
| Dinamo Tbilisi     | Tiflis    | Estadio Boris Paichadze   | 54.139    |
| Kolkheti Poti      | Poti      | Fazisi Stadium            | 3.000     |
| Lokomotivi Tbilisi | Tiflis    | Mikheil Meskhi Stadium    | 25.453    |
| Saburtalo Tbilisi  | Tiflis    | Bendela                   | 25.453    |
| Samtredia          | Samtredia | Erosi Manjgaladze Stadium | 5.000     |
| Shukura Kobuleti   | Kobuleti  | Chele Arena               | 6.000     |
| Torpedo Kutaisi    | Kutaisi   | Estadio Givi Kiladze      | 19.400    |

## Tabla de posiciones
| Pos. | Equipo              | Pts. | PJ | G  | E | P  | GF | GC | Dif. | Clasificación 2018–19                 |
| ---- | ------------------- | ---- | -- | -- | - | -- | -- | -- | ---- | ------------------------------------- |
| 1    | Torpedo Kutaisi (C) | 76   | 36 | 23 | 7 | 6  | 59 | 27 | +32  | Primera ronda de la Liga de Campeones |
| 2    | Dinamo Tbilisi      | 75   | 36 | 23 | 6 | 7  | 79 | 29 | +50  | Primera ronda de la Liga Europa       |
| 3    | Samtredia           | 68   | 36 | 20 | 8 | 8  | 62 | 39 | +23  | Primera ronda de la Liga Europa       |
| 4    | Saburtalo Tbilisi   | 60   | 36 | 18 | 6 | 12 | 61 | 42 | +19  |                                       |
| 5    | Chikhura Sachkhere  | 55   | 36 | 17 | 4 | 15 | 47 | 54 | −7   | Primera ronda de la Liga Europa       |
| 6    | Lokomotivi Tbilisi  | 53   | 36 | 16 | 5 | 15 | 63 | 53 | +10  |                                       |
| 7    | Dila Gori           | 41   | 36 | 11 | 8 | 17 | 41 | 51 | −10  |                                       |
| 8    | Dinamo Batumi       | 33   | 36 | 10 | 3 | 23 | 28 | 60 | −32  | Promoción por la permanencia          |
| 9    | Kolkheti Poti (O)   | 26   | 36 | 6  | 8 | 22 | 31 | 73 | −42  | Promoción por la permanencia          |
| 10   | Shukura Kobuleti    | 21   | 36 | 4  | 9 | 23 | 35 | 78 | −43  | Desciende a Erovnuli Liga 2 2018      |

Actualizado a los partidos jugados el 26 de noviembre de 2017.
 Fuente: Soccerway
Notas:
1. ↑  Tras ganar la Copa de Georgia, el Chikhura Sachkhere obtiene una plaza para participar en la Liga Europa 2018-19.

### Resultados cruzados
| Local \ Visitante  | CHI | DBA | DIL | DIN | KOL | LOK | SAB | SAM | SHU | TOR |
| ------------------ | --- | --- | --- | --- | --- | --- | --- | --- | --- | --- |
| Chikhura Sachkhere | —   | 0–1 | 0–0 | 2–1 | 3–1 | 0–3 | 2–1 | 1–2 | 3–1 | 0–3 |
| Dinamo Batumi      | 0–0 | —   | 2–3 | 0–1 | 0–0 | 1–2 | 0–1 | 0–1 | 2–0 | 1–3 |
| Dila Gori          | 2–0 | 0–1 | —   | 1–1 | 1–1 | 0–2 | 0–1 | 1–2 | 4–0 | 0–2 |
| Dinamo Tbilisi     | 2–1 | 4–0 | 1–2 | —   | 1–0 | 3–0 | 2–0 | 3–2 | 5–0 | 2–1 |
| Kolkheti Poti      | 1–3 | 0–1 | 0–0 | 0–3 | —   | 0–5 | 3–0 | 1–2 | 0–0 | 0–3 |
| Lokomotivi Tbilisi | 5–0 | 2–1 | 3–3 | 1–0 | 1–2 | —   | 1–2 | 0–1 | 0–3 | 1–1 |
| Saburtalo Tbilisi  | 1–2 | 2–0 | 0–1 | 0–5 | 1–2 | 2–1 | —   | 1–2 | 5–0 | 1–0 |
| Samtredia          | 0–1 | 2–0 | 3–2 | 0–2 | 1–1 | 0–0 | 3–2 | —   | 1–1 | 0–2 |
| Shukura Kobuleti   | 1–4 | 2–4 | 0–0 | 1–4 | 2–4 | 0–5 | 1–2 | 0–2 | —   | 1–1 |
| Torpedo Kutaisi    | 2–1 | 1–0 | 1–1 | 0–2 | 2–1 | 2–0 | 0–0 | 2–1 | 1–0 | —   |

| Local \ Visitante  | CHI | DBA | DIL | DIN | KOL | LOK | SAB | SAM | SHU | TOR |
| ------------------ | --- | --- | --- | --- | --- | --- | --- | --- | --- | --- |
| Chikhura Sachkhere | —   | 2–1 | 4–2 | 1–3 | 2–1 | 1–0 | 0–0 | 1–2 | 1–1 | 1–3 |
| Dinamo Batumi      | 1–2 | —   | 1–0 | 1–2 | 1–2 | 1–0 | 1–2 | 0–1 | 3–2 | 0–5 |
| Dila Gori          | 1–0 | 1–2 | —   | 1–2 | 3–0 | 2–1 | 0–2 | 2–1 | 0–1 | 1–0 |
| Dinamo Tbilisi     | 5–0 | 4–0 | 5–0 | —   | 6–1 | 3–1 | 1–4 | 0–1 | 1–1 | 0–1 |
| Kolkheti Poti      | 0–4 | 0–2 | 1–0 | 1–1 | —   | 1–2 | 0–0 | 1–3 | 0–3 | 1–2 |
| Lokomotivi Tbilisi | 3–0 | 3–0 | 4–2 | 3–1 | 1–0 | —   | 1–1 | 2–5 | 2–2 | 2–0 |
| Saburtalo Tbilisi  | 1–2 | 5–0 | 3–1 | 0–0 | 6–3 | 6–0 | —   | 1–1 | 3–2 | 1–2 |
| Samtredia          | 3–0 | 3–0 | 2–2 | 1–1 | 5–0 | 2–1 | 0–2 | —   | 4–1 | 1–1 |
| Shukura Kobuleti   | 0–1 | 0–0 | 0–1 | 0–1 | 3–2 | 1–3 | 1–2 | 2–2 | —   | 1–2 |
| Torpedo Kutaisi    | 0–2 | 2–0 | 2–1 | 1–1 | 0–0 | 4–2 | 2–0 | 2–0 | 3–1 | —   |

## Playoffs de relegación
Lo disputarán el octavo y noveno clasificado ante segundo y tercer clasificado de la  Erovnuli Liga 2 2017.
| Equipo 1       | Agr.         | Equipo 2        | Ida | Vuelta |
| -------------- | ------------ | --------------- | --- | ------ |
| Sioni Bolnissi | 5–5 (4:2 p.) | Dinamo Batumi   | 3–2 | 2–3    |
| Kolkheti Poti  | 4–3          | Merani Martvili | 2–1 | 2–2    |

## Goleadores
| Pos. | Jugador              | Club               | Goles |
| ---- | -------------------- | ------------------ | ----- |
| 1    | Irakli Sikharulidze  | Lokomotivi Tbilisi | 25    |
| 2    | Beka Mikeltadze      | Dinamo Tbilisi     | 15    |
| 2    | Dimitri Tatanashvili | Chikhura Sachkhere | 15    |
| 4    | Tornike Kapanadze    | Torpedo Kutaisi    | 14    |
| 5    | Giorgi Kharaishvili  | Saburtalo Tbilisi  | 13    |